# Violetta Oblinger-Peters
Violetta Oblinger-Peters, född den 14 oktober 1977 i Schwerte, Österrike, är en österrikisk kanotist.
Hon tog OS-brons i K1 i slalom i samband med de olympiska kanottävlingarna 2008 i Peking.